# Saphir (1908)
Saphir (Q44) – francuski okręt podwodny z okresu I wojny światowej, czwarta zamówiona jednostka typu Émeraude. Została zwodowana 6 lutego 1908 roku w stoczni Arsenal de Toulon, a do służby w Marine nationale weszła w 1909 roku. Okręt zatonął na minie na Morzu Marmara 15 stycznia 1915 roku.

## Projekt i budowa
„Saphir” zamówiony został na podstawie programu rozbudowy floty francuskiej z 1903 roku. Zaprojektował go inż. Gabriel Maugas, dostosowując swój poprzedni projekt (Farfadet) do napędu dwuśrubowego. Okręt miał niewielki zapas pływalności w położeniu nawodnym oraz występowały na nim częste awarie silników Diesla, co znacznie wydłużyło okres prób i opóźniło wprowadzenie do służby. 
„Saphir” zbudowany został w Arsenale w Tulonie. Stępkę okrętu położono w październiku 1903 roku, a zwodowany został 6 lutego 1908 roku. Nazwa nawiązywała do kamienia szlachetnego – szafiru.

## Dane taktyczno–techniczne
„Saphir” był małym okrętem podwodnym o konstrukcji jednokadłubowej. Długość całkowita wynosiła 44,9 metra, szerokość 3,9 metra i zanurzenie 3,6 metra. Wyporność w położeniu nawodnym wynosiła 392 tony, a w zanurzeniu 425 ton. Okręt napędzany był na powierzchni przez dwa silniki Diesla Sautter-Harlé o łącznej mocy 600 koni mechanicznych (KM). Napęd podwodny zapewniały dwa silniki elektryczne Sautter-Harlé o łącznej mocy 450 KM. Dwuśrubowy układ napędowy pozwalał osiągnąć prędkość 11,5 węzła na powierzchni i 9,25 węzła w zanurzeniu. Zasięg wynosił 2000 Mm przy prędkości 7,25 węzła w położeniu nawodnym oraz 100 Mm przy prędkości 5 węzłów pod wodą. Dopuszczalna głębokość zanurzenia wynosiła 40 metrów.
Okręt wyposażony był w sześć wyrzutni torped kalibru 450 mm (cztery wewnętrzne na dziobie i dwie na rufie), z łącznym zapasem 6 torped. Załoga okrętu składała się z 21 (później 23) oficerów, podoficerów i marynarzy.

## Przebieg służby
„Saphir” został wcielony do służby w Marine nationale w 1909 roku Jednostka otrzymała numer taktyczny Q44. „Saphir” pełnił służbę na Morzu Śródziemnym. W końcu 1914 roku został skierowany w rejon Dardaneli w celu niszczenia tureckiej żeglugi. 15 stycznia 1915 roku na Morzu Marmara okręt wszedł na minie i zatonął z częścią załogi (w tym dowódcą).